# Spas Delev
Spas Delev (en bulgare : Спас Делев), né le 22 septembre 1989 à Klyuch en Bulgarie, est un footballeur international bulgare, qui évolue au poste d'attaquant.

## Biographie

### Carrière en club
Spas Delev évolue en Bulgarie, en Turquie, en Espagne et en Pologne.
Il dispute plus de 200 matchs en première division bulgare. Il réalise sa meilleure performance dans ce championnat lors de la saison 2010-2011, où il inscrit 13 buts en championnat avec le CSKA Sofia. Cette saison là, il se met en évidence en étant l'auteur de trois doublés.
Il participe à deux reprises à la phase de groupe de la Ligue Europa avec le CSKA, en 2009 puis en 2010 (dix matchs, un but). Le 15 décembre 2010, il marque un but contre le FC Porto.

### Carrière internationale
Spas Delev est convoqué pour la première fois en équipe de Bulgarie par le sélectionneur national Lothar Matthäus, pour un match des éliminatoires de l'Euro 2012 contre la Suisse le 26 mars 2011. Il commence la rencontre comme titulaire, et sort du terrain à la 81e minute de jeu, en étant remplacé par Zdravko Lazarov (score : 0-0).
Le 25 mars 2017, il se met en évidence en marquant ses deux premiers buts avec la Bulgarie, lors d'un match contre les Pays-Bas. Ce match gagné 2-0 rentre dans le cadre des éliminatoires du mondial 2018.
Le 8 septembre 2021, il inscrit son troisième but, en amical contre la Géorgie (victoire 4-1).

## Palmarès
- Avec le CSKA Sofia
  - Vice-champion de Bulgarie en 2010 et 2012
  - Vainqueur de la Coupe de Bulgarie en 2011
  - Vainqueur de la Supercoupe de Bulgarie en 2011

- Avec l'Arda Kardzhali
  - Finaliste de la Coupe de Bulgarie en 2021